# Liste de parcs de Liège
Cette liste de parcs de Liège est un recensement non exhaustif des parcs publics et des principaux espaces verts publics de la ville de Liège en Belgique.

## Parcs et espaces verts
| Nom du parc | Quartier                       | Année de création | Superficie                             | Pièce(s) d'eau | Géolocalisation (centre du parc) | Image |
| --- | ------------------------------ | ----------------- | -------------------------------------- | -------------- | -------------------------------- | ----- |
| Parc Astrid | Coronmeuse                     |                   | ~2 ha                                  | non            | 50° 39′ 07″ N, 5° 36′ 24″ E      |       |
| Parc d'Avroy | Centre                         | ~1880             | ~5 ha                                  | oui            | 50° 37′ 58″ N, 5° 34′ 07″ E      |       |
| Avenue Blonden | Centre                         | ~1880             | ~0,6 ha                                | non            | 50° 37′ 58″ N, 5° 34′ 07″ E      |       |
| Jardin Botanique Patrimoine classé                                                                                             | Centre                         | 1838              | ~5 ha                                  | oui            | 50° 38′ 53″ N, 5° 34′ 26″ E      |       |
| Parc de la Boverie Patrimoine classé                                                                                           | Longdoz                        | 1853              | ~9 ha                                  | oui            | 50° 37′ 44″ N, 5° 35′ 45″ E      |       |
| Domaine de la Chartreuse | Mont Cornillon/Grivegnée       |                   | ~42 ha                                 | non            | 50° 37′ 53″ N, 5° 34′ 07″ E      |       |
| Parc communal de Cointe | Cointe                         | 1880              | ~20 ha                                 | non            | 50° 37′ 21″ N, 5° 33′ 42″ E      |       |
| Parc Comhaire (Terril du Laveu)                                                                                                | Laveu                          | 2013              | ~12 ha                                 | oui            | 50° 37′ 45″ N, 5° 32′ 56″ E      |       |
| Coteaux de la Citadelle : ensemble de 10 sites dont les Terrasses des Minimes, Favechamps, Au Péri, Parc de la Citadelle, etc. | Centre                         |                   | ~41 ha                                 | non            | 50° 39′ 05″ N, 5° 34′ 57″ E      |       |
| Place de Bronckart Patrimoine classé                                                                                           | Guillemins                     |                   | ~0,3 ha                                | non            | 50° 37′ 46″ N, 5° 33′ 57″ E      |       |
| Boulevard Émile de Laveleye | Vennes                         | 1905              | ~1,6 ha                                | non            | 50° 37′ 27″ N, 5° 35′ 08″ E      |       |
| Plaine Gilles Demarteau | Saint-Laurent                  |                   |                                        | non            | 50° 38′ 08″ N, 5° 32′ 59″ E      |       |
| Parc Walthère Dewé | Sainte-Walburge/ Thier-à-Liège |                   | ~19 ha                                 | non            | 50° 39′ 36″ N, 5° 34′ 46″ E      |       |
| Parc de Droixhe | Droixhe                        |                   | ~2 ha                                  | oui            | 50° 38′ 45″ N, 5° 36′ 17″ E      |       |
| Place Émile Dupont | Centre                         |                   | ~0,3 ha                                | non            | 50° 38′ 12″ N, 5° 34′ 14″ E      |       |
| Domaine de Fayenbois Patrimoine classé                                                                                         | Bois-de-Breux                  |                   |                                        | non            | 50° 37′ 54″ N, 5° 38′ 24″ E      |       |
| Jardin Abbé Firquet | Laveu                          |                   | ~0,8 ha                                | non            | 50° 37′ 51″ N, 5° 33′ 40″ E      |       |
| Boulevard Frère-Orban et Esplanade Albert Ier                                                                                  | Centre                         |                   | 2,5 ha                                 | non            | 50° 37′ 50″ N, 5° 34′ 19″ E      |       |
| Square Gramme | Vennes                         |                   | ~0,3 ha                                | non            | 50° 37′ 19″ N, 5° 34′ 50″ E      |       |
| Jardin Jean-Bernard Lejeune | Centre                         |                   | ~0,3 ha                                | non            | 50° 37′ 57″ N, 5° 33′ 51″ E      |       |
| Bois Mangeon | Bressoux                       |                   | ~0,7 ha                                | non            | 50° 38′ 19″ N, 5° 35′ 57″ E      |       |
| Jardin Morinval | Saint-Léonard                  |                   | ~0,3 ha                                | oui            | 50° 39′ 16″ N, 5° 36′ 13″ E      |       |
| Quais de l'Ourthe · (Quais des Ardennes, du Condroz et des Vennes) · Patrimoine classé                                         | Vennes                         | 1905              | ~3 ha                                  | non            | 50° 37′ 17″ N, 5° 35′ 04″ E      |       |
| Parc de la Paix | Sainte-Walburge                | 1988              | ~6,5 ha                                | non            | 50° 39′ 14″ N, 5° 34′ 15″ E      |       |
| Parc de Péralta Patrimoine classé                                                                                              | Angleur                        | 1836              | ~3,5 ha                                | oui            | 50° 37′ 44″ N, 5° 35′ 45″ E      |       |
| Boulevard Piercot | Centre                         | 1863              | ~0,9 ha                                | non            | 50° 38′ 09″ N, 5° 34′ 16″ E      |       |
| Parc Sainte-Agathe | Saint-Laurent                  | 2015              | ~1 ha                                  | non            | 50° 38′ 41″ N, 5° 33′ 38″ E      |       |
| Parc Sainte-Beuve | Burenville                     |                   | ~2,5 ha                                | non            | 50° 38′ 18″ N, 5° 32′ 55″ E      |       |
| Parc Saint-Léonard | Saint-Léonard                  | 2001              | ~1,8 ha                                | oui            | 50° 37′ 45″ N, 5° 32′ 56″ E      |       |
| Domaine du Sart Tilman | Sart Tilman/Angleur            | 1975              | ~760 ha (~240 ha en réserve naturelle) | oui            | 50° 39′ 05″ N, 5° 34′ 57″ E      |       |
| Boulevard Ernest Solvay | Thier-à-Liège                  |                   | ~9,7 ha                                | non            | 50° 39′ 24″ N, 5° 35′ 55″ E      |       |
| Les Terrasses | Centre                         | 1870              | ~0,6 ha                                | oui            | 50° 37′ 58″ N, 5° 34′ 13″ E      |       |
| Bois de Wandre | Wandre                         |                   |                                        | non            | 50° 39′ 57″ N, 5° 39′ 43″ E      |       |
| Parc de Xhovémont | Naimette-Xhovémont             |                   | ~4 ha                                  | non            | 50° 39′ 06″ N, 5° 33′ 43″ E      |       |